# Тангра (група)
Вижте пояснителната страница за други значения на Тангра.
„Тангра“ е българска рок-група, създадена от Константин Марков и Александър Петрунов (Сашо Гривната) през 1976 г. и съществувала до 1990 г.
Мнозина смятат, че групата прекратява същестуването си през 1986 г., но всъщност това се случва 4 години по-късно. Между 1986 и 1990 г. музикантите свирят в скандинавските държави.
През нея минават Цветан Владовски – Чочо, Станислав Сланев – Стенли, Вили Кавалджиев, Людмил Христов, Илия Караянев (Личо Стоунса), Тенко Славов, Дани Ганчев, Валери Миловански, Вълко Андреев и много други.
Известни хитове на „Тангра“ с Чочо Владовски са „Любовта без която не можем“, „Нашият град“, „Богатство“ и др.
През 1992 г. Константин Марков заедно с Кирил Маричков от „Щурците“ създават Радио „Тангра“, а през 2000 г. излиза антология на „Тангра“ в две части.
През 2021 г. Константин Марков почива от COVID-19.

## История
Тангра е основана през 1976 г. В първия ѝ състав са Александър Петрунов (Сашо Гривната) (вокал), Константин Марков (бас китара), Илия Караянев (Личо Стоунса) (китара) и Антон Бубев (ударни). Концертна дирекция обаче не допуска групата до концерти, тъй като нямат клавишни инструменти. В началото на декември 1977 г. към тях се присъединява Тенко Славов, като китарист, който за периода от шест месеца записва три негови композиции с групата: „Южно море“, „Ти си живот, ти си съдба“ и малко преди да напусне Тангра през май 1978 г. той представя песента си „Ако имаш време“ на „Младежкия конкурс за забавна песен“, която печели първа награда. За представянето на този конкурс, към групата са се присъединили Константин Атанасов (акустична китара) и Васил Найденов (клавишни инструменти). „Ако имаш време“ става голям хит и с това популярността на групата нараства значително.
През 1979 г. Александър Петрунов (Сашо Гривната) емигрира и на негово място вокал става Вили Кавалджиев. С него групата записва песента на Константин Атанасов „Очакване“, която печели младежкия конкурс същата година. В тази песен на клавишните свири известният поп певец Васил Найденов. В края на 70-те групата заминава за Канада, където в продължение на три месеца свири на Световното изложение.
През 1980 г. вокал на Тангра става Чочо Владовски. Първият хит на Тангра с него е „Нашият град“ по музика на Борис Карадимчев. По-късно „Нашият град“ става част от саундтрака на филма Оркестър без име. Песента е представена в предаването Всяка неделя и се завърта по радиото и телевизията. Следващия голям хит става „Богатство“, а през 1982 г. групата издава дебютния си албум, озаглавен „Нашият град“. В концертните изпълнения няма доминиращи клавишни и така песните звучат в по-агресивен стил и с по-различни аранжименти от студийните записи. В края на 1983 г. Тангра се разделя с Чочо Владовски и Борислав Цонев и решава да смени коренно стила си от поп рок в ню уейв. В групата са поканени Йордан Ганчев (Дани Ганчев) (клавишни инструменти), Валери Миловански (китара) и Станислав Сланев – Стенли (вокал).
Първоначално новата визия и новия стил не са възприети добре от властите, като дори бяха направени опити за забрана на групата под предлог, че разпространяват неофашистки идеи.
През 1985 г. Тангра печелят Младежкия конкурс за забавна песен с песента „Оловния войник“ (на Константин Марков), която става и един от най-големите хитове на групата с вокал Станислав Сланев – Стенли. През 1986 те издават и втория си албум „Тангра II“. В хитове се превръщат песните „Жулиета“ (на Йордан Ганчев – Дани), „Делник“ (на Константин Марков) и „Бъди какъвто си“ (на Йордан Ганчев – Дани, Константин Марков. През 1986 г. Стенли напуска групата и става вокал на Спринт. Същата година соло вокалист на Тангра става Светослав Славев, който продължава до края на съществуването на групата.
В периода 1986 – 1990 г. Тангра свирят предимно в Норвегия, Холандия, Финландия и Германия в клубове, като през 1990 г. групата преустановява своята дейност, като част от членовете ѝ остават да живеят в западна Европа, а Константин Марков се завръща в България.
През 2016 г. групата се възражда от Константин Марков, Станислав Сланев и Йордан Ганчев.

## Дискография

### Сингли
- 1978 – „Не знаеш умора“/ „Южно море“
- 1978 – „Ако имаш време“/ „Пътища“
- 1980 – „Не за теб“/ „Можеш ли?“

### Студийни албуми
- 1982 – Нашият град
  - Нашият град
  - Боряна
  - Панелен рок
  - Любовта, без която не можем
  - Момиче от другия клас
  - Богатство
  - Срещи
  - Приятели
  - Събота
  - Завръщане
- 1986 – Тангра ІІ
  - Оловният войник
  - На тридесет и пет
  - Бъди какъвто си
  - До последен дъх
  - Черно-бяла снимка
  - Неделя
  - Закъсняла любов
  - Делник
  - Така стоят нещата
  - Циркът
- 2020 – По пътя

### Компилации
- 2000 – Тангра - Антология (част 1)
  - Нашият град
  - Любовта, без която не можем
  - Панелен рок
  - Момиче от другия клас
  - Богатство
  - Срещи
  - Приятели
  - Събота
  - Завръщане
  - Дискотека
  - Не е за теб
  - Можеш ли?
  - Есента
- 2000 – Тангра - Антология (част 2)
  - Оловният войник
  - На 35
  - Бъди, какъвто си
  - До последен дъх
  - Черно бяла снимка
  - Неделя
  - Закъсняла любов
  - Делник
  - Така стоят нещата
  - Циркът
  - Невидимата
  - Неделя, края на април
  - Жулиета

## Награди
- 1978 – I награда от „Младежкия конкурс за забавна песен“ с песента „Ако имаш време“, композитор Тенко Славов, /соло вокал Александър Петрунов/
- 1979 – I награда от „Младежкия конкурс за забавна песен“ с песента „Очакване“, композитор Константин Атанасов, /соло вокал Вили Кавалджиев/
- 1985 – I награда от „Младежкия конкурс за забавна песен“ с „Оловният войник“, композитор Константин Марков, /соло вокал Стенли/